# Grammarly
Grammarly è una piattaforma Internet per il controllo ortografico, antiplagio e della correttezza grammaticale di una varietà linguistica testuale.
Il correttore di bozze è in grado di applicare più di 250 regole grammaticali differenti. La prima versione fu rilasciata nel 2009 da Grammarly Inc.. Il servizio è attivo soltanto in lingua inglese.

## Storia
L'applicazione identifica ed evidenzia nel testo errori ortografici, grammaticali, di uso della punteggiatura, lessicali, stilistici e di potenziale plagio, proponendo la scelta di molteplici soluzioni alternative.
Sviluppata nel 2009 da Alex Shevchenko e Max Lytvyn a Kiev, il motore è scritto nel linguaggio Common Lisp.
Grammarly esiste in versione sia gratuita che a pagamento, come app per dispositivi mobili con sistema operativo iOS o Android, ed è disponibile come estensione per Microsoft Office e per vari browser, quali: Chrome, Safari, Firefox e Edge.
Nel 2018 è stata scoperta l'esistenza di un bug all'interno dell'estensione per browser, che avrebbe permesso a qualsiasi sito di accedere e monitorare l'intero log degli eventi di Grammarly, e quindi tutti i caratteri digitati nella finestra di esecuzione del programma. Il bug è stato rapidamente corretto da Grammarly, che dichiarò contestualmente di non avere alcuna prova che la vulnerabilità di sicurezza fosse già stata utilizzata per violare l'account di qualche utente.
Grammarly utilizza alcune componenti di codice a sorgente aperto, ed è ottimizzato per un pubblico di utilizzatori con una conoscenza basilare dell'inglese, contando sul supporto di un'attiva comunità virtuale.

## Statistiche
Nella classifica di Alexa a Febbraio 2019 grammarly.com risulta il 454° sito più visitato al mondo, con una quota del 33% degli accessi proveniente dagli Stati Uniti.
Secondo dati dell'aggregatore cutestat.com, il sito ha una media di 1.5 milioni di visitatori unici ogni giorno e 12.2 milioni di visualizzazioni.
Al 2017 il sito aveva 6.9 milioni di utenti attivi al giorno, la maggior parte dei quali non a pagamento.
Nello stesso anno, una cordata di aziende della Silicon Valley ha investito 110 milioni di dollari su Grammarly per migliorare la qualità del correttore ortografico.